# Молосси

Епір в античну епоху

Молосси (дав.-гр. Μολοσσοί, Molossoi) — поряд з хаонійцями (дав.-гр. Χάονες, Chaones) та теспротами (дав.-гр. Θεσπρωτοί, Thesprōtoi) третє плем'я, з якого складалося населення Епіру в античні часи.

## Історія
Плем'я відоме приблизно з мікенського періоду. З молоссів походили царі Епіру — династія Аякіди (інша назва — Пірріди) — що правили країною до 232 до н. е.. «Молосським» також звався оракул Додони — найдавніший оракул античної Греції.
Після вторгнення в Епір греків молосси були ними асимільовані. Назва області «Молоссія» збереглася до наших днів.